# InVivo
Pour les articles homonymes, voir In vivo.
InVivo est une multinationale agricole et agroalimentaire, originellement issue d'une union de coopératives agricoles rassemblant 167 coopératives adhérentes. 
Numéro 2 européen du négoce international de céréales grâce au rachat du groupe Soufflet, InVivo produit aussi des semences, pesticides et engrais de synthèse avec sa filiale Bioline.
InVivo détient également les jardineries Gamm vert, Jardiland et Delbard ainsi que les boulangeries Louise via le groupe Teract. 

## Historique
Ce groupe est le résultat de la fusion en 2001 de deux unions de coopératives agricoles françaises SIGMA et UNCAA (Union Nationale des Coopératives Agricoles d’Approvisionnement).
InVivo ouvre son premier supermarché à l'enseigne Frais le 31 octobre 2014 à Portet-sur-Garonne, près de Toulouse, sur une surface de 500 m2. Le magasin vend principalement des produits locaux et frais issus du secteur agricole et des coopératives partenaires du groupe. Un second point de vente à proximité de Dijon est ouvert depuis octobre 2015[réf. nécessaire].
En 2015, InVivo effectue plusieurs acquisitions successives dans le but de constituer un pôle voué à la viticulture avec l'acquisition du négociant bordelais Cordier Mestrezat, puis du négociant languedocien Vignobles du soleil. Dans le même temps, InVivo signe un partenariat avec Vinadeis, issu de la fusion de Val d’Orbieu et de La Languedocienne, deux coopératives viticoles.
En mai 2017, InVivo acquiert 90 Gamm Vert à deux de ses franchisés, Axéréal et Terrena.
En novembre 2017, InVivo annonce l'acquisition de Jardiland, pour un montant non dévoilé.
En juillet 2018, ADM annonce l'acquisition de Neovia, une filiale d'Invivo spécialisée dans la nutrition animale, pour 1,8 milliard de dollars. En juin 2019, Invivo acquiert 29 magasins Gamm Vert à son franchisé Maïsadour, sur les 36 qu'il possède, les 7 autres sont vendus à une autre entreprise.
InVivo Retail atteint les 2 milliards d’euros en 2018-2019 avec ses enseignes Gamm Vert, Jardiland et Delbard & associés.
En juillet 2020, InVivo est en négociation pour acquérir une participation de 57 % dans Vinadeis, coopérative spécialisée dans la viticulture, dont il détenait déjà une participation de 10 %. 
En janvier 2021, InVivo annonce être entré en négociation pour acquérir le Groupe Soufflet,. Une telle opération fait du groupement de coopératives le second au niveau européen avec un chiffre d'affaires cumulé d'environ 10 milliards d'euros, derrière les 16 milliards de l'allemand BayWa. L'acquisition du groupe Soufflet est réalisée en décembre 2021, pour un montant non dévoilé, mais estimé à 2,3 milliards d'euros,.

## Organisation du groupe
Le groupe est organisé en quatre pôles d'activités :
- Agriculture (Bioline by InVivo et Soufflet Agriculture)
- Négoce international de grains (Soufflet Négoce by InVivo)
- Agroalimentaire (Episens, Malteries Soufflet et Cordier by InVivo). Bioline by InVivo rassemble les activités semences, agrofourniture et agro-écologie.
- Teract (jardinerie et distribution alimentaire). Teract comprend les magasins Gamm Vert, Jardiland[20], Delbard & associés, Jardineries du Terroir, Frais d'Ici, Bio&Co, So France et les boulangeries Louise[6].
- et une entité transverse destinée à l’innovation - InVivo Digital Factory[21].

Le Groupe Soufflet est racheté par InVivo en janvier 2023 après 2 ans de négociations exclusives. L'activité malterie du groupe Soufflet (Malterie Soufflet) représente une part de marché mondial de l’ordre de 12 % tandis que Neuhauser, racheté par Soufflet en 2014, est un poids lourd de la boulangerie viennoiserie industrielle avec 18 implantations en France et au Portugal notamment. En lien avec la stratégie de renforcement sur le blé et la malterie, InVivo a annoncé en mars 2025 rechercher de nouveaux investisseurs pour Neuhauser, dans la perspective d'une session d'actif.

## Activité de lobbying
InVivo Group déclare à la Haute Autorité pour la transparence de la vie publique exercer des activités de lobbying en France pour un montant qui n'excède pas 75 000 euros sur l'année 2018.

## Critiques et condamnations en justice
La taille importante du groupe (5 milliards d'euros de chiffre d'affaires en 2018, plus du double en 2024) en fait avec ses nombreuses filiales un équivalent de multinationale, dans lequel les coopérateurs ne profitent plus des intérêts d'une coopérative agricole, selon la Cellule investigation de Radio France. 
Sa filiale Neuhauser est condamnée en août 2024, à deux reprises, à plus de 500 000 € d'amende dans une affaire opposant la direction de l'usine de Fürst et un représentant syndical CGT. 
InVivo est condamnée en 2025 à 2,7 millions d'euros d'amende pour trafic international de glyphosate.